# John Whisenant
John Whisenant (Gore, 18 giugno 1945) è un allenatore di pallacanestro statunitense, professionista nella WNBA.

## Palmarès
- Campione WNBA (2005)
- WNBA Coach of the Year (2005)